# 麻立干
麻立干（마립간）是新羅第十七代君主奈勿麻立干至第二十一代炤知麻立干使用之稱號。《三國史記》和《三國遺事》紀錄「麻立干」的使用時期有分別：《三國史記》記載「奈勿」及「實聖」的稱號是「尼師今」而不是「麻立干」。
根據《花郎世記》記載：「麻立干」這個詞語是「樁之王」的意思。

## 歷代麻立干
- 第17代君主奈勿麻立干（내물 마립간；? ~ 402年）
- 第18代君主實聖麻立干（실성 마립간；? ~ 417年）
- 第19代君主訥祇麻立干（눌지 마립간；? ~ 458年）
- 第20代君主慈悲麻立干（자비 마립간；? ~ 479年）
- 第21代君主炤知麻立干（소지 마립간；? ~ 500年）

## 參看
- 居西干（거서간）
- 次次雄（차차웅）
- 尼師今（이사금）